# Ишемическая болезнь сердца
Ишемическая болезнь сердца (ИБС, коронарные заболевания сердца; лат. morbus ischaemicus cordis, от греч. ἰσχαιμία — исхайми́а — «ишемия», от ἴσχω — и́схо — «задерживать, останавливать» и αἷμα — айма — «кровь») — состояние, вызываемое хроническим недостаточным снабжением клеток сердечной мышцы кислородом (гипоксия) и питательными веществами. Наиболее частой причиной этого является накопление атеросклеротических бляшек в коронарных артериях. Характерными симптомами ИБС считают одышку и появление стенокардии (боль в груди). В начале ухудшение кровотока может не вызывать симптомов, поэтому иногда даже серьёзное осложнение — инфаркт миокарда (сердечный приступ) — возникает без видимых заранее признаков и симптомов. ИБС является основной причиной смерти в мире по данным ВОЗ за 2019 год.
Факторы риска подразделяют на немодифицируемые (которые невозможно контролировать) и модифицируемые, включающие курение, недостаточную физическую активность, избыточный вес и несбалансированное питание. Для профилактики ИБС рекомендуется изменение образа жизни (отказ от алкоголя и курения, правильное питание и физические упражнения), а для лечения, кроме изменения образа жизни, назначают лекарства: статины, антикоагулянты и антиагреганты, бета-блокаторы и другие препараты. В некоторых случаях показаны хирургические вмешательства.

## Эпидемиология и классификация
| Типичная стенокардия     | Наблюдаются все симптомы: (i) сжимающий дискомфорт (ангиозная боль) в передней части груди или в области шеи, челюсти, плеча или руки; (ii) вызванный физической нагрузкой; (iii) проходит при приеме нитратов или отдыхе в течение 5 мин |
| Атипичная стенокардия    | Наблюдаются два из трёх перечисленных выше симптомов |
| Неангиозная боль в груди | Наблюдается только один симптом из перечисленных выше |

| Класс | Краткая характеристика                                  | Описание |
| ----- | ------------------------------------------------------- | --- |
| I     | Стенокардия только при значительной физической нагрузке | Стенокардия проявляется при напряжённых занятиях спортом, а также при быстрой или продолжительной ходьбе, подъёме по лестнице и т. д. |
| II    | Стенокардия при умеренной физической нагрузке           | Стенокардия может возникнуть при повседневной физической активности в случае, если она выполняется быстро, после еды, на холоде, на ветру, при эмоциональном стрессе или в течение первых нескольких часов после пробуждения. Стенокардия возникает при ходьбе в гору, подъёме более чем на один пролёт обычной лестницы в нормальном темпе и в нормальных условиях. |
| III   | Стенокардия при малой физической нагрузке               | Стенокардия возникает при ходьбе на небольшие расстояния или подъёме на один лестничный пролёт в нормальном темпе и условиях. |
| IV    | Стенокардия в покое                                     | Стенокардия возникает в состоянии покоя без какой-либо физической активности. |

Сердечно-сосудистые заболевания (ССЗ) являются основной причиной ненасильственных смертей в мире. Среди них лидирует ИБС — на 2020 год она затрагивает 126 миллионов человек по всему миру, это 16 % от всех смертей. Мужчины подвержены ИБС чаще, чем женщины. По данным ВОЗ, смертность от ишемической болезни сердца выше всего в России, Украине и США. По данным Росстата, в 2018 году 28,4 % всех смертей в России приходилось на ишемические болезни сердца. Клинические проявления ИБС включают в себя бессимптомную ишемию миокарда, стенокардию, острые коронарные синдромы (нестабильная стенокардия, инфаркт миокарда) и внезапную кардиальную смерть.
Определения и классификации типов ИБС могут различаться в разных странах и рекомендациях, однако общим критерием является степень сужения (стеноз) коронарной артерии.
Существует три типа ишемической болезни сердца:
1. Обструктивная: кровеносные сосуды значительно сужены (≥50 %) или заблокированы.
2. Необструктивная: кровеносные сосуды сужаются (<50 %), потому что они разветвляются на более мелкие сосуды или из-за особенностей работы сердечной мышцы.
3. Спонтанное рассечение коронарных артерий, то есть разрыв кровеносных сосудов в сердце[14].

Стенокардия, как основной симптом ИБС, также подразделяется на несколько видов, они описаны в Таблице 1. Стенокардия также подразделяется на классы в зависимости от степени тяжести. Классификация, предложенная Канадским сердечно-сосудистым обществом, представлена в Таблице 2.
Самое серьёзное проявление ишемической болезни сердца — острый инфаркт миокарда, он чаще всего приводит к летальному исходу, при этом 1 из 5 сердечных приступов протекает бессимптомно.

## Механизм развития
Основной причиной развития ишемической болезни сердца является атеросклероз. Повреждения внутренних слоев (эндотелия) коронарных артерий и другие факторы, такие как высокий уровень холестерина (особенного «плохого», ЛПНП) и диабет. Первоначально бляшка растет вне просвета сосуда, вызывая лишь увеличение его диаметра, поэтому клинических проявлений может не быть. Однако атеросклеротические бляшки постепенно сужают просвет сосуда, что приводит к ишемической болезни сердца — состоянию, когда сердечная мышца не получает достаточного количества богатой кислородом артериальной крови из-за замедления или даже остановки кровотока. На поздних стадиях развития атеросклероза возникают более серьёзные нарушения в свертывающей системе крови. На поверхности бляшек появляются мелкие разрывы, к которым активно прикрепляются тромбоциты, из-за чего со временем могут образоваться тромбы, полностью закупоривающие просвет сосуда, что может привести к сердечному приступу (инфаркту).
Не всегда значительная или даже полная закупорка артерии приводит к инфаркту: регулярно повторяющиеся ишемические состояния могут создать так называемое коллатеральное кровообращение (увеличение кровотока через боковые и более мелкие ветви артерий в обход основной), что смягчает последствия ограничения кровотока в основной артерии. Ишемическая болезнь сердца часто развивается в течение десятилетий, прежде чем симптомы станут достаточно ярко выраженными.
Осложнения ишемической болезни могут быть опасны для жизни или привести к инвалидности. К таким осложнениям относятся острый коронарный синдром (включая стенокардию и инфаркт миокарда), аритмия, сердечная недостаточность, кардиогенный шок и внезапная остановка сердца.

## Симптомы
Опасность ИБС заключается в том, что не все люди имеют характерные для неё симптомы. У некоторых пациентов заболевание протекает бессимптомно вплоть до развития инфаркта миокарда. Симптомами ИБС и её прогрессии являются стенокардия и одышка при физической активности. Во время стенокардии человек нередко чувствует болезненное сдавливание в груди, также боль может быть локализована в области плеч, рук, шеи, нижней челюсти, спины или желудка, усиливаться при стрессе и проходить после сна или отдыха. Подобные симптомы неспецифичны, и многие пациенты не придают им особого значения.
Во время острых коронарных событий, например, инфаркта, к указанным выше симптомам может добавиться холодный пот, головокружение, тошнота, нарушение сна и слабость. Интересно, что симптоматика различается в зависимости от пола: женщины реже мужчин имеют симптомы ИБС и меньше испытывают боль в груди при сердечном приступе — для них характерна усталость и боль в животе.

## Диагностика

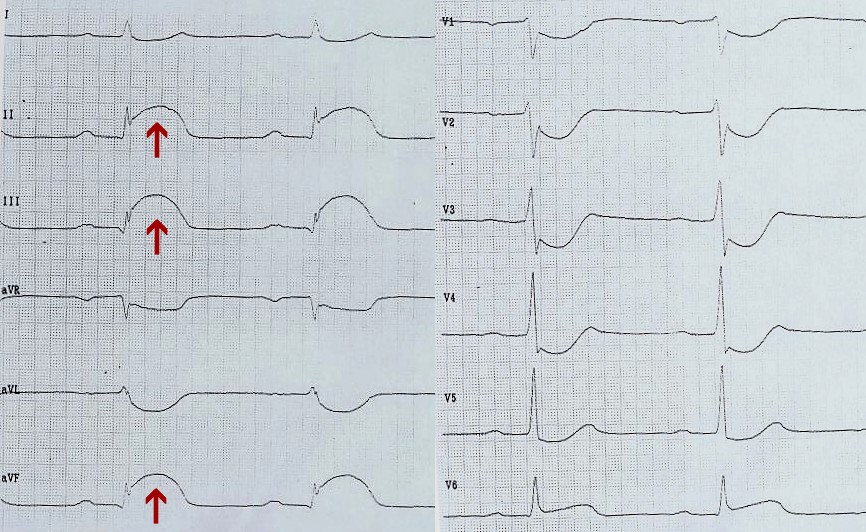
Подъем ST при остром инфаркте миокарда

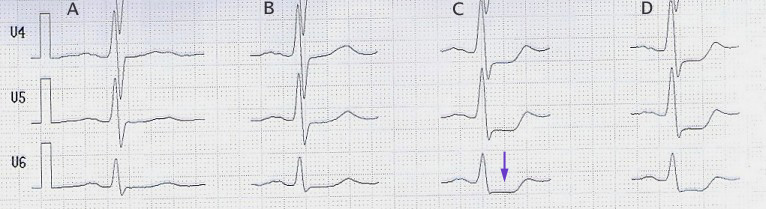
Депрессия ST (отмечена стрелкой) — характерный признак ишемии миокарда. Приведена ЭКГ в грудных отведениях

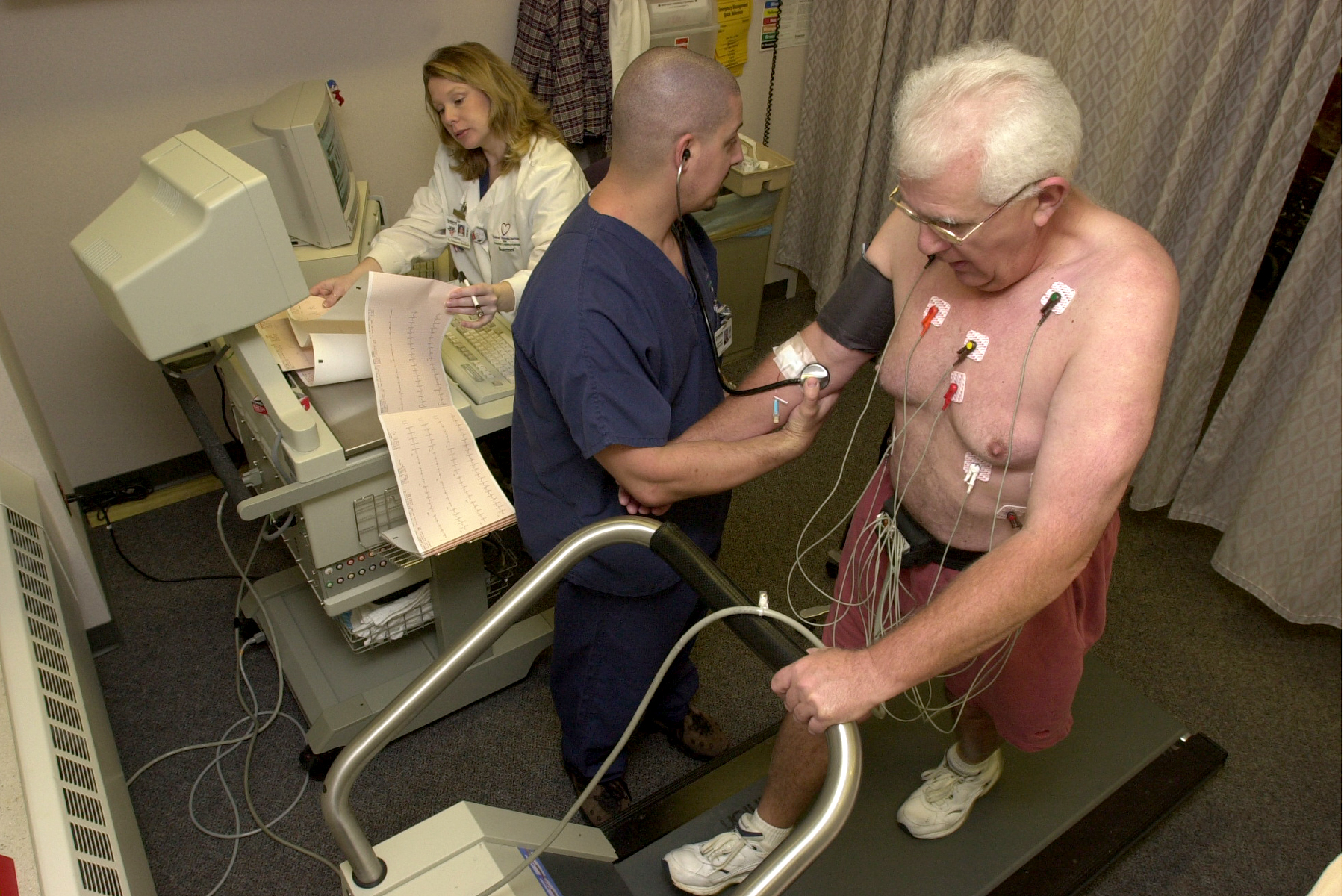
Проба с нагрузкой

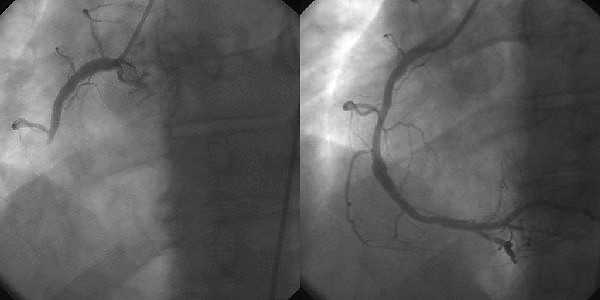
Ангиография правой коронарной артерии больного с трансмуральным инфарктом миокарда

ИБС диагностируют на основании симптомов и анамнеза: врач должен спросить о пищевых привычках, физической активности, перенесённых заболеваниях, семейной истории, оценить факторы риска сердечно-сосудистых заболеваний. Ниже представлены наиболее распространённые обследования, с помощью которых можно диагностировать ИБС и попытаться предсказать потенциальный риск возникновения инфаркта миокарда.
- Анализ крови, при котором исследуют уровни общего холестерина в крови, «плохого» холестерина (липопротеидов низкой и очень низкой плотности — ЛПНП и ЛПОНП соответственно), триглицеридов, глюкозы и С-реактивного белка как маркера воспалительного процесса[5].
- Электрокардиограмма (ЭКГ) — метод предполагает запись активности сердца: насколько быстро оно бьётся и стабилен ли ритм. ЭКГ основана на регистрации силы и времени прохождения электрических сигналов через сердце. ЭКГ может указать на повреждения сердца, вызванные ишемической болезнью сердца, а также на текущий или перенесённый сердечный приступ. ЭКГ не используют для скрининга болезней сердца у людей с низким риском их развития[20].

- Стресс-тестирование, суть которого состоит в наблюдении пациента под нагрузкой, например, во время тренировки, когда повышается пульс. Во время и после нагрузок снимают ЭКГ. Стресс-тестирование используется как для первичной диагностики (особенно если есть боль в груди, тахикардия, аритмия, частые головокружения), так и для оценки безопасного уровня нагрузки при ишемической болезни сердца или перенесенном сердечном приступе[21]. Более наглядная модификация этого теста — радионуклидный стресс-тест, когда в кровоток добавляют радиотрейсер — соединение с радиоактивной меткой, чаще всего изотопом фтора (фтордезоксиглюкоза, флурпиридаз). Молекулы радиотрейсера накапливаются в тех областях, где протекает воспаление. Визуализацию работы сердца в состояниях покоя и нагрузки в этом случае делают при помощи позитронно-эмиссионной томографии (ПЭТ), а иногда совмещают анализ с КТ или МРТ[22][23].

- Эхокардиография — звуковые волны дают информацию о динамике сердечных сокращений. Исследование показывает размер и форму сердца, работу сердечных камер и клапанов. Эхокардиография позволяет определить области сердца с нарушенным кровотоком, предыдущие повреждения и нарушения в сокращении сердечной мышцы[16][24].

- Рентгенография грудной клетки (сердца, лёгких и кровеносных сосудов) может выявить признаки сердечной недостаточности. Рентгеновское излучение является ионизирующим и опасно в больших дозах, в частности, из-за повышения вероятности развития онкологических заболеваний, однако в случае стандартных процедур интенсивность излучения мала и не несет дополнительных рисков[25][26].

- Коронарная ангиография позволяет исследовать сердце после внутривенного введения контрастного вещества на основе йода через катетер, предварительно обследовав пациента на предмет противопоказаний к йоду. Ангиография может быть назначена после получения аномальных результатов ЭКГ и стресс-тестов, вместе с жалобами на боль и другими характерными симптомами[27][28].

- Компьютерная томография (КТ) сердца позволяет обнаружить затвердение и сужение крупных артерий, а также визуализировать кальциевые отложения на стенках, что может являться ранним признаком вероятной ишемической болезни сердца. Очевидным преимуществом является неинвазивность метода, по сравнению с обычной контрастной ангиографией[29][30][8].

В некоторых случаях могут быть рекомендованы более детальные и дорогостоящие исследования:
- Магнитно-резонансная томография (МРТ) сердца выявляет повреждения тканей или проблемы с кровотоком в сердце или коронарных артериях, а также в микрососудистые изменения. Метод может быть применим для дополнительной диагностики ИБС (особенно необструктивной, бессимптомной) и микрососудистых патологий. Как правило, МРТ сердца назначают для уточнения результатов других визуализирующих исследований, таких как рентген грудной клетки или компьютерная томография[5].
- Сердечная позитронно-эмиссионная томография (ПЭТ) позволяет оценить кровоток через мелкие коронарные кровеносные сосуды и в тканях сердца, также используется для диагностики микроваскулярной стенокардии (синдром Х) и других патологий, связанных с сосудами малого диаметра[5].

Бессимптомная ИБС или заболевания малых сосудов сердца часто не диагностируются, так как пациенты и врачи не могут распознать неспецифические симптомы и верно оценить факторы риска, а «стандартные» методы диагностики не чувствительны к этим патологиям. Диагностика этих типов часто требует более инвазивных тестов или специализированных тестов, таких как ПЭТ-сканирование сердца, которые имеют свои противопоказания и недоступны для массовой диагностики.
Пока нельзя точно сказать, насколько скрининговые исследования сердечно-сосудистых заболеваний, включая ИБС, полезны бессимптомным пациентам. Тем не менее, согласно рекомендациями медицинских организаций ЕС и США, основное, что должен сделать врач, при общении с бессимптомным пациентом — оценить риски, используя специальные калькуляторы и шкалы риска, например, SCORE. Однако, чтобы рассчитать риск, могут требоваться не только данные об образе жизни пациента и его семье, но и дополнительные данные, например, уровень общего холестерина в крови и артериальное давление.
Вопрос необходимости анализа биомаркеров и использование инструментальных методов с целью массовых скринингов активно обсуждается последние десятилетия. На текущий момент дальнейшие исследования рекомендуют назначать только пациентам с высоким риском ИБС согласно шкалам оценки рисков. Для пациентов из групп риска, например, диабетиков, могут быть рекомендованы индивидуальные скрининговые мероприятия, как визуализация отложений кальция в коронарных артериях. Во время ежегодного осмотра, или диспансеризации, наиболее важной является оценка факторов риска и риска сердечного приступа в ближайшее десятилетие — в зависимости от этого врач может назначить дополнительные исследования.

## Факторы риска
Факторы риска ишемической болезни сердца — это то, что может повысить вероятность развития данного сердечно-сосудистого заболевания.

### Немодифицируемые
Это факторы риска, которые нельзя улучшить профилактическими мерами, но их часто учитывают при определении группы риска по сердечно-сосудистым заболеваниям отдельного человека. К ним относятся:
— Старший возраст. Риск развития ишемической болезни сердца увеличивается после 45 лет у мужчин и после 55 лет у женщин.
— Мужской пол. Согласно имеющимся данным, вероятность ишемической болезни сердца у мужчин выше, хотя причина такой зависимости пока до конца не ясна. Есть гипотеза, что это может быть связано с наследственными вариациями Y-хромосомы.
— Менопауза. У женщин в пременопаузе серьёзные проявления ишемической болезни сердца, такие как инфаркт миокарда и внезапная остановка сердца, встречаются относительно редко. После менопаузы частота и тяжесть ишемической болезни сердца возрастает в три раза.
— Семейная история ССЗ. Если у человека есть родственники первой линии (отец, мать, брат, сестра) с историей ранних сердечно-сосудистых болезней — это тоже независимый фактор риска. Ранним заболеванием считается появление болезней сердца до 55 лет у отца или брата и до 65 у матери или сестры.

### Модифицируемые
Многие факторы риска сердечно-сосудистых заболеваний можно корректировать с помощью специальных профилактических мер или через контроль сопутствующей болезни. Считается, что среди этой группы есть пять основных факторов риска, которые в сумме ответственны за более чем половину всех смертей от сердечно-сосудистых заболеваний.
— Дислипидемия. Высокий уровень общего холестерина и холестерина липопротеинов низкой плотности («плохого холестерина») увеличивает риск развития ишемической болезни сердца.
— Повышенное артериальное давление (артериальная гипертензия). Создает нагрузку на сердце и сосуды. Это хорошо установленный фактор риска сердечно-сосудистых заболеваний, включая смертность от ишемической болезни сердца. Нормальным считается давление ниже 120/80 мм рт. ст.
— Курение. Прекращение курения — самая важная мера профилактики ишемической болезни сердца. Преимущества отказа от курения появляются вне зависимости от того, как долго человек курил ранее.
— Лишний вес. Обычно усугубляет другие факторы риска. Определить, что масса тела взрослого человека соответствует норме, можно через индекс массы тела.
— Сахарный диабет. У людей с сахарным диабетом в 2—8 раз больше шансов столкнуться с сердечно-сосудистыми заболеваниями, чем у людей того же возраста без диабета.
— Малоподвижный образ жизни. Согласно крупнейшему глобальному тематическому исследованию INTERHEART, отсутствие регулярной физической активности увеличивает на 12 % риск первого инфаркта миокарда. Даже упражнения с умеренной нагрузкой защищают от ишемической болезни сердца и смертности.
— Сильный стресс и психологические расстройства. Эти факторы могут способствовать раннему развитию атеросклероза, а также к появлению острого инфаркта миокарда и внезапной остановки сердца. Связь между стрессом и атеросклерозом бывает как прямой, так и косвенной — через другие факторы риска. Например, курение или отсутствие физической активности.
— Неправильное питание. Некоторые особенности диеты могут увеличивать риски ишемической болезни сердца. Связь между холестерином из пищи и развитием сердечно-сосудистых заболеваний пока не до конца ясна.
— Сопутствующие заболевания. Некоторые заболевания влияют на факторы, способствующие развитию атеросклероза и ишемии, поэтому могут увеличивать риск ИБС и её осложнений. К таким состояниям относятся:
- преэклампсия — может возникнуть у женщин во время беременности и способствовать повышению артериального давления[16],

- аутоиммунные заболевания — воспалительные процессы в организме приводят к повышенному риску смерти от ИБС и инфаркта миокарда[48][49][50],

- апноэ во сне — постоянные остановки дыхания во время сна вызывают внезапные падения уровня кислорода в крови, повышают артериальное давление и плохо влияют на сердечно-сосудистую систему[16],
- хроническая болезнь почек (хроническая почечная недостаточность) — Национальный фонд почек (National Kidney Foundation) с 2002 года рекомендует считать любую стадию хронической болезни почек фактором риска ишемической болезни сердца[51],
- стоматологические заболевания — плохое состояние полости рта и потеря зубов может быть связана с умеренным увеличением частоты сердечно-сосудистых заболеваний, скорее всего, это связано неблагоприятным влиянием местного системного воспаления. Данная тема в настоящий момент изучена недостаточно[52][53][54].

## Лечение

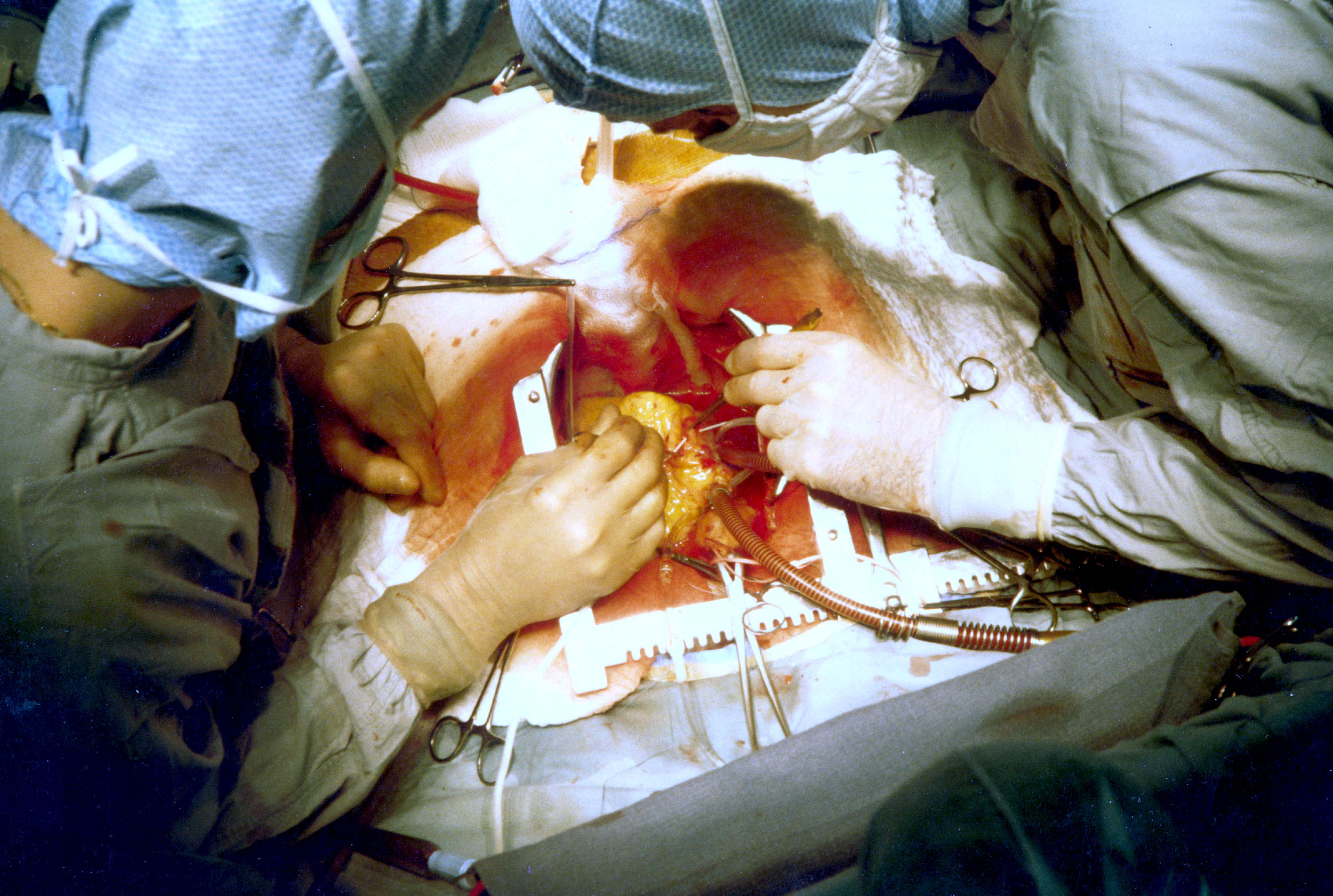
Аорто-коронарное шунтирование

Первым и самым важным действием для лечения ИБС и профилактики её осложнений наравне с медикаментозными и хирургическими методами является изменение образа жизни: отказ от курения, увеличение физической активности, правильное питание.
Приём любых препаратов должен проводиться только по назначению врача и под его контролем. Медикаментозное лечение включает в себя несколько групп препаратов:
- Разжижающие кровь (аспирин, ривароксабан, клопидогрель и другие) — предотвращают свёртывание крови.
- Статины (липитор, симвастатин и другие) — снижают уровень холестерина, блокируя его образование и увеличивая связывание ЛПНП («плохой» холестерин) в печени.
- Бета-блокаторы (атенолол, бисопролол и другие) — компенсируют действие таких гормонов, как адреналин, замедляют сердцебиение и улучшают кровоток.
- Нитраты — расширяют кровеносные сосуды, снижая кровяное давление и устраняя болевой синдром.
- Ингибиторы АПФ (ангиотензинпревращающего фермента) — блокируют активности гормона ангиотензин-2, вызывающего сужение сосудов, нормализуют артериальное давление.
- Блокаторы рецепторов ангиотензина-2 — действуют аналогично ингибиторам АПФ, снижая артериальное давление.
- Блокаторы кальциевых каналов (амлодипин, верапамил, дилтиазем) — расслабляют мышцы, расширяют артерии, снижают давление.
- Диуретики — выводят избыток солей и воды из организма, уменьшают артериальное давление.

На поздних стадиях атеросклероза может потребоваться хирургическое вмешательство. Задача этих процедур улучшить приток крови к сердцу, убрать болевой синдром и снизить риск осложнений, например, сердечного приступа.
- Чрескожное коронарное вмешательство, или коронарная ангиопластика, позволяет открыть заблокированные или суженные коронарные артерии. Иногда в артерию помещают небольшую сетчатую трубку (стент), чтобы сохранять её открытой. Процедура проводится как с целью предотвращения потенциального инфаркта, так и в качестве экстренного лечения во время сердечного приступа.
- Аортокоронарное шунтирование — здоровые сосуды из других частей тела используются, чтобы «заменить» или «обойти» суженные коронарные артерии.
- Пересадка донорского сердца — крайняя мера, в случае, когда сердечная мышца сильно повреждена, а лекарства и другие методы воздействия неэффективны[55].

## Прогнозы и профилактика осложнений
Постановка диагноза ИБС может вызывать страх и беспокойство из-за серьёзных осложнений, которыми чревато это заболевание. Необходимо пересмотреть свой образ жизни, вовремя обследоваться и выполнять назначения врача, чтобы максимально замедлить развитие болезни.

### Научные статьи
- Thomas M. Maddox,  Maggie A. Stanislawski, Gary K. Grunwald. Nonobstructive Coronary Artery Disease and Risk of Myocardial Infarction // Jama. — 2014. — Вып. 312 (17). — С. 1754–1763.. — doi:10.1001/jama.2014.14681.
- Juhani Knuuti, William Wijns, Antti Saraste. 2019 ESC Guidelines for the diagnosis and management of chronic coronary syndromes: The Task Force for the diagnosis and management of chronic coronary syndromes of the European Society of Cardiology (ESC) // European Heart Journal. — 2020. — Вып. 41. — С. 407—477. — doi:10.1093/eurheartj/ehz425. — PMID 31504439.
- G S Werner, M Ferrari, S Betge. Collateral function in chronic total coronary occlusions is related to regional myocardial function and duration of occlusion // Circulation. — 2001. — Вып. 104(23). — doi:10.1161/hc4801.100352.
- Michael Pignone, Angela Fowler-Brown, Mark Pletcher. Screening for Asymptomatic Coronary Artery Disease: A Systematic Review for the U.S. Preventive Services Task Force // Systematic Evidence Review. — 2003. — Вып. 3.
- Eur J Prev. SCORE - European High Risk Chart // European Guidelines on CVD Prevention in Clinical Practice. — 2016. — Вып. 11. — doi:10.1177/2047487316653709.
- Jeroen J Bax, Robert L Frye, Lawrence H Young. Screening for Coronary Artery Disease in Patients With Diabetes // PubMed. — 2007. — Вып. 30 (10). — doi:10.2337/dc07-9927.
- Fadi J Charchar , Lisa Ds Bloomer, Timothy A Barnes. Inheritance of coronary artery disease in men: an analysis of the role of the Y chromosome // Lancet. — 2012. — Вып. 379(9819). — С. 915—922. — doi:10.1016/S0140-6736(11)61453-0.
- T Gordon, W B Kannel, M C Hjortland. Menopause and coronary heart disease. The Framingham Study // Ann Intern Med. — 1978. — Вып. 89(2). — doi:10.7326/0003-4819-89-2-157.
- J Antonio Aviña-Zubieta, Hyon K Choi, Mohsen Sadatsafavi. Risk of cardiovascular mortality in patients with rheumatoid arthritis: a meta-analysis of observational studies // Arthritis Rheum. — 2008. — Вып. 59(12). — doi:10.1002/art.24092.
- Moien AB Khan, Muhammad Jawad Hashim. Global Epidemiology of Ischemic Heart Disease: Results from the Global Burden of Disease Study // Cureus. — 2020. — Вып. 12 (7). — doi:10.7759/cureus.9349.
- Alexandra N. Nowbar, Mauro Gitto, James P. Howard. Mortality From Ischemic Heart Disease // Cardiovascular Quality and Outcomes. — 2019. — Вып. 12. — doi:10.1161/CIRCOUTCOMES.118.005375.
- H Tunstall-Pedoe, K Kuulasmaa, M Mähönen. Contribution of trends in survival and coronary-event rates to changes in coronary heart disease mortality: 10-year results from 37 WHO MONICA project populations. Monitoring trends and determinants in cardiovascular disease // Lancet. — 1999. — Вып. 353(9164). — doi:10.1016/s0140-6736(99)04021-0..
- Kai Kappert, Michael Böhm, Roland Schmieder. Impact of sex on cardiovascular outcome in patients at high cardiovascular risk: analysis of the Telmisartan Randomized Assessment Study in ACE-Intolerant Subjects With Cardiovascular Disease (TRANSCEND) and the Ongoing Telmisartan Alone and in Combination With Ramipril Global End Point Trial (ONTARGET) // Circulation. — 2012. — Вып. 126(8). — doi:10.1161/CIRCULATIONAHA.111.086660.
- Ralph B D'Agostino Sr, Ramachandran S Vasan, Michael J Pencina. General cardiovascular risk profile for use in primary care: the Framingham Heart Study // Circulation. — 2008. — Вып. 117(6). — doi:10.1161/CIRCULATIONAHA.107.699579.
- Shivani A Patel, Munir Winkel, Mohammed K Ali. Cardiovascular mortality associated with 5 leading risk factors: national and state preventable fractions estimated from survey data // Ann Intern Med. — 2015. — Вып. 163(4). — doi:10.7326/M14-1753.
- Sarah Lewington, Robert Clarke, Nawab Qizilbash. Age-specific relevance of usual blood pressure to vascular mortality: a meta-analysis of individual data for one million adults in 61 prospective studies // Lancet. — 2002. — Вып. 360(9349). — doi:10.1016/s0140-6736(02)11911-8.
- Amir Tirosh, Iris Shai, Arnon Afek. Adolescent BMI trajectory and risk of diabetes versus coronary disease // N Engl J Med. — 2011. — Вып. 364(14). — doi:10.1056/NEJMoa1006992.
- Salim Yusuf, Steven Hawken, Stephanie Ounpuu. Effect of potentially modifiable risk factors associated with myocardial infarction in 52 countries (the INTERHEART study): case-control stud // Lancet. — 2004. — Вып. 364(9438). — doi:10.1016/S0140-6736(04)17018-9.
- Yasuhiko Kubota, Kelly R Evenson, Richard F Maclehose. Physical Activity and Lifetime Risk of Cardiovascular Disease and Cancer // Med Sci Sports Exerc. — 2017. — Вып. 49(8). — doi:10.1249/MSS.0000000000001274.
- National Kidney Foundation. K/DOQI clinical practice guidelines for chronic kidney disease: evaluation, classification, and stratificationer // Am J Kidney Dis. — 2002. — Вып. 39.
- Peter B Lockhart Ann F Bolger, Panos N Papapanou. Periodontal disease and atherosclerotic vascular disease: does the evidence support an independent association?: a scientific statement from the American Heart Association // Circulation .. — 2012. — Вып. 125(20). — doi:10.1161/CIR.0b013e31825719f3..
- L Montebugnoli, D Servidio, R A Miaton. Periodontal health improves systemic inflammatory and haemostatic status in subjects with coronary heart disease // J Clin Periodontol .. — 2005. — Вып. 32(2). — doi:10.1111/j.1600-051X.2005.00641.x.

### Список использованных монографий и учебных пособий
1. Аулик И. В. Определение физической работоспособности в клинике и спорте. — М., 1979. — 192 с.
2. Алексанянц Г. Д. Спортивная морфология. Учебное пособие. — Советский спорт, 2005. — 21 с.
3. Аносов И. П., Хоматов В. А. Анатомия человека в схемах. Советский спорт. Учебник. — К.: Высшая шк., 2002. — 191 с.
4. Бабушкина Г. В., Картелишев А. В. Ишемическая болезнь сердца // Низкоинтенсивная лазерная терапия. — М.:Фирма «Техника». — С. 492—526
5. Бабушкина Г. В., Картелишев А. В. Применение комбинированной лазерной терапии при ишемической болезни сердца // V11 международная научно- практическая конференция по квантовой медицине. — М.- декабрь 2001 г., с. 83-85
6. Боголюбов В. М., Пономаренко Г. Н. Общая физиотерапия. Учебник для студентов мед. вузов. — М.: Медицина, 1999. — 430 с.
7. Булич Э. Г., Муравов И. В. Здоровье человека.- Олимпийская литература, 2003.- 12 — 14 с.
8. Бернштейн Н. А. — Очерки по физиологии движений и физиологии активности. — М.: Медицина, 1966. — 349 с.
9. Волков Л. В. — Теория и методика детского и юношеского спорта, — Олимпийская литература, 2002. — 293 с.
10. Гасилин В. С., Куликова Н. М. Поликлинический этап реабилитации больных инфарктом миокарда. — М.: Медицина, 1984. — 174 с.
11. Геселевич В. А. Актуальные вопросы спортивной медицины. — Советский спорт, 2004.- 12 — 14 c.
12. Гогин Е. Е. Гипертоническая болезнь. — М.: Известие, 1997.- 400 с.
13. Гусев Л. И., Барскова Т. Ю. Квантовая терапия в кардиологии и ангиологии / Методическое пособие для врачей — М.: ЗАО «МИЛТА-ПКП ГИТ», 2006 — Рус. — 31 с.
14. Донской Д. Д. Биомеханика с основами спортивной техники. — М., 1971. — 288 с.
15. Европейские рекомендации по профилактике ССЗ в клинической практике. — интернет сайт www.mif-ua.com, — 2003.
16. Епифанова В. А. Лечебная физическая культура: Справочник // — М.: Медицина, 1987. — 528 с.
17. Зациорский В. М., Арунин А. С., Селуянов В. Н. Биомеханика двигательного аппарата человека. — М., 1981. — 144 с.
18. Иньков А. Н. ИБС. — Ростов н/д: Феникс, 2000. — 96 с.
19. Ильинский Б. В. — ИБС и наследственность. — Л.: Медицина, 1985. — 176 с.
20. Молчанов Н. С. Предупреждение заболеваний сердца. — М.: «Знание», 1970. — 95 с.
21. Оганов Р. Г. Берегите сердце. — М.: Медицина, 1979. — 56 с.
22. Оганов Р. Г., Чазова Л. В. Гигиена и санитария. — 1992. — № 4 — с.39-45
23. Оганов Р. Г. Профилактика ССЗ в работе врача общей практики. — статья www.zdorove.ru, — 2005.
24. Оганов. Р. Г., Профилактическая кардиология: успехи, неудач, перспективы. Кардиология. — 1996. — 4-8 с.
25. Поллок М. Л. Шмидт Д. Х. — Заболевания сердца и реабилитация. — Киев. Олимпийская литература, 2000. — 408 с.
26. Паффенбаргер Р. С. — Здоровый образ жизни. — Олимпийская литература, 1999. — 319 с.
27. Ромоданов А. П. Нейрохирургия. — М.: Медицина, 1982.
28. Результаты Фремингемского исследования. Интернет сайт Национального сердечного института (США). — www.nhlbi.nih.gov/about/framingham, 1998.
29. Рекомендации Европейского кардиологического общества, Европейского общества по изучению атеросклероза, Европейского общества по изучению гипертонии. Профилактика ИБС в Клинической практике. — интернет сайт www.nedug.ru, 2004.
30. Сомохвалова Л. А. Научно-методическая конференция VIII-я по проблемам ФВиС медицины на севере. — Архангельск. 1986.- 153—154 с.
31. Санитарные нормы допустимого шума создаваемого изделиями медицинской техники в помещениях лечебно-профилактических учреждений. — интернет-архив www.reciep.ru.
32. Улащик В. С. Введение и теоретические основы физической терапии. — Минск: Наука и техника, 1981
33. Физиология движений // Под ред. М. А. Алексеева, В. С. Гурфинкеля, П. Г. Костюка и др. — Л., 1976. — 376 с.

### Список используемых диссертацийЦентральной научной медицинской библиотеки(ЦНМБ)
1. ДИС. Тимофеева И. В. Применение низкоинтенсивного инфракрасного лазера в лечении больных нестабильной стенокардией- 1994 ЦНМБ; Шифр Д94-1183; ЗД; Формат Дата получения: 94.01.01; Инв.номер Д-132614
2. ДИС. Таланцев К. В. Влияние низкоинтенсивного лазерного облучения крови на функциональное состояние миокарда левого желудочка и центральную гемодинамику в раннем постреанимационном периоде- 1997 ЦНМБ; Шифр Д97-2458; ЗД; Формат Дата получения: 94.01.01; Инв.номер Д-141491
3. ДИС. Куянцева Л. В. Эффективность применения низкоинтенсивного лазерного излучения инфракрасного диапазона при нарушениях ритма сердца у детей- 1998 ЦНМБ; Шифр Д98-1437; ЗД; Формат Дата получения: 94.01.01; Инв.номер Д-142653
4. ДИС. Маринова О. Ю. Низкоинтенсивное лазерное излучение в терапии атеросклероза и стабильной формы ИБС- 1999 ЦНМБ; Шифр Д99-2457; ЗД; Формат Дата получения: 94.01.01; Инв.номер Д-147544
5. ДИС. Овчинникова Н. В. Влияние низкоинтенсивного лазерного излучения на регенеративные процессы сердечной мышцы. дис. канд. мед. наук :14.00.23- 2000 ЦНМБ; Шифр Д2000-999; ЗД; Формат Дата получения: 94.01.01; Инв.номер Д-149837
6. ДИС. Ляльченко И. Ф. Влияние электромагнитного излучения миллиметрового диапазона и низкоинтенсивного лазерного излучения на клиническое течение и показатели центральной гемодинамики у больных стенокардией. дис. канд. мед. наук :14.00.06- 2000 ЦНМБ; Шифр Д2000-2015; ЗД; Формат Дата получения: 94.01.01; Инв.номер Д-151619
7. ДИС. Матиенко И. В. Значение низкоинтенсивного гелий-неонового лазерного излучения у больных ИБС в период подготовки и после операции аортокоронарного шунтирования. дис. канд. мед. наук :14.00.06- 2000 ЦНМБ; Шифр Д2000-2059; ЗД; Формат Дата получения: 94.01.01; Инв.номер Д-151347
8. ДИС. Васильев А. П. Клиническая эффективность и профилактические аспекты применения низкоинтенсивного инфракрасного лазерного излучения у больных стенокардией при одно- и многократных курсах его использования- 1998 ЦНМБ; Шифр Д98-3012; ЗД; Формат Дата получения: 94.01.01; Инв.номер Д-144891
9. ДИС. Силютина М. В. Структура нарушений ритма сердца у больных хронической обструктивной болезнью легких и бронхиальной астмой и их комплексное лечение с применением низкоинтенсивного лазерного излучения. дис. канд. мед. наук :14.00.43- 1998 ЦНМБ; Шифр Д98-2316; Формат Дата получения: 94.01.01 ЦНМБ; Шифр Д98-2316; ЗД; Формат Дата получения: 94.01.01; Инв.номер Д-143655
10. ДИС. Осипова С. Р. Низкоинтенсивная лазеротерапия в комплексном лечении прогрессирующей стенокардии у больных пожилого возраста. дис. канд. мед. наук :14.00.06- 2001 ЦНМБ; Шифр Д2001-1275; ЗД; Формат Дата получения: 94.01.01; Инв.номер Д-155227
11. ДИС. Сюч Н. И. Системный анализ показателей крови при низкоинтенсивном лазерном облучении у больных ишемической болезнью сердца пожилого и старческого возраста- 1998 ЦНМБ; Шифр Д98-2840; Формат Дата получения: 94.01.01 ЦНМБ; Шифр Д98-2840; ЗД; Формат Дата получения: 94.01.01; Инв.номер Д-144718
12. ДИС. Горькова Т. А. Применение низкоинтенсивного лазерного излучения красного и инфракрасного спектра в комплексной терапии больных ишемической болезнью сердца. дис. канд. мед. наук :14.00.06- 2002 ЦНМБ; Шифр Д2002-755; ЗД; Формат Дата получения: 94.01.01; Инв.номер Д-158954
13. ДИС. Абдрахманова А. И. Применение низкоинтенсивного лазерного излучения в лечении стабильной стенокардии напряжения в сочетании с различными комбинациями лекарственных средств. дис. на соиск. учен. степ. канд. мед. наук. код спец. 14.00.06. Абдрахманова А. И.- 2004 ЦНМБ; Шифр Д2004-4613; ЗД; Инв.номер Д173894; Экз.номер 1